# プリン (化学)
プリン (purine) は、分子式 C5H4N4、分子量 120.1 の複素環式芳香族化合物の一種である。中性の水には溶けにくく、酸性あるいはアルカリ性にするとよくとける。アルコール等の極性溶媒によく溶けるが無極性溶媒には溶けにくい。4つのアミノ酸と二酸化炭素によって生合成されるが、工業的に生産することもできる。

## プリン体
アデニンやグアニンなどの、核酸やヌクレオチドの骨格を構成する核酸塩基として広く生物中に存在する。生化学や栄養学ではアデニンやグアニンを中心とした、プリンを部分構造として持つ生合成・代謝産物を総称してプリン体と呼ぶ。
プリン体は代謝されると尿酸となる。尿酸は強力な抗酸化物質でありヒト体内において酸素が関与する有害な反応を減弱もしくは除去する働きがある一方で、尿酸が体内で析出して結晶ができると痛風発作を誘発する。痛風患者がプリン体を過剰摂取すると病状が悪化するといわれる。

## 歴史
ドイツ人化学者エミール・フィッシャーが、1884年に尿酸の還元により得られると想定した酸素を含まない化合物をPurinと命名した。本人によれば、ラテン語のpurum（純粋な）とuricum（尿酸）を組み合わせて作った造語である。彼が実際にプリンの合成に成功したのは1898年で、尿酸 (8)を五塩化リン（PCl5）と反応させて 2,6,8-トリクロロプリン (10) とし、ヨウ化水素（HI）と PH4I を作用させて、2,6-ジヨードプリン (11) へと変換した。最後に 11 を亜鉛粉末で還元し、プリン (1) を得た。